# (6956) Holbach
(6956) Holbach (1988 CX3) – planetoida z pasa głównego asteroid okrążająca Słońce w ciągu 3,82 lat w średniej odległości 2,44 j.a. Odkryta 13 lutego 1988 roku.